# Kundur, Kunigal
Kundur là một làng thuộc tehsil Kunigal, huyện Tumkur, bang Karnataka, Ấn Độ.